# Copablepharon fuscum
Copablepharon fuscum is een vlinder uit de familie van de uilen (Noctuidae). De wetenschappelijke naam van de soort is voor het eerst geldig gepubliceerd in 1995 door Troubridge & Crabo.